# 2541 Edebono
2541 Edebono eller 1973 DE är en asteroid i huvudbältet, som upptäcktes 27 februari 1973 av den tjeckiske astronomen Luboš Kohoutek vid Bergedorf-observatoriet. Den har fått sitt namn efter Edward de Bono.
Asteroiden har en diameter på ungefär 10 kilometer och den tillhör asteroidgruppen Koronis.